# Café de Paris-sås

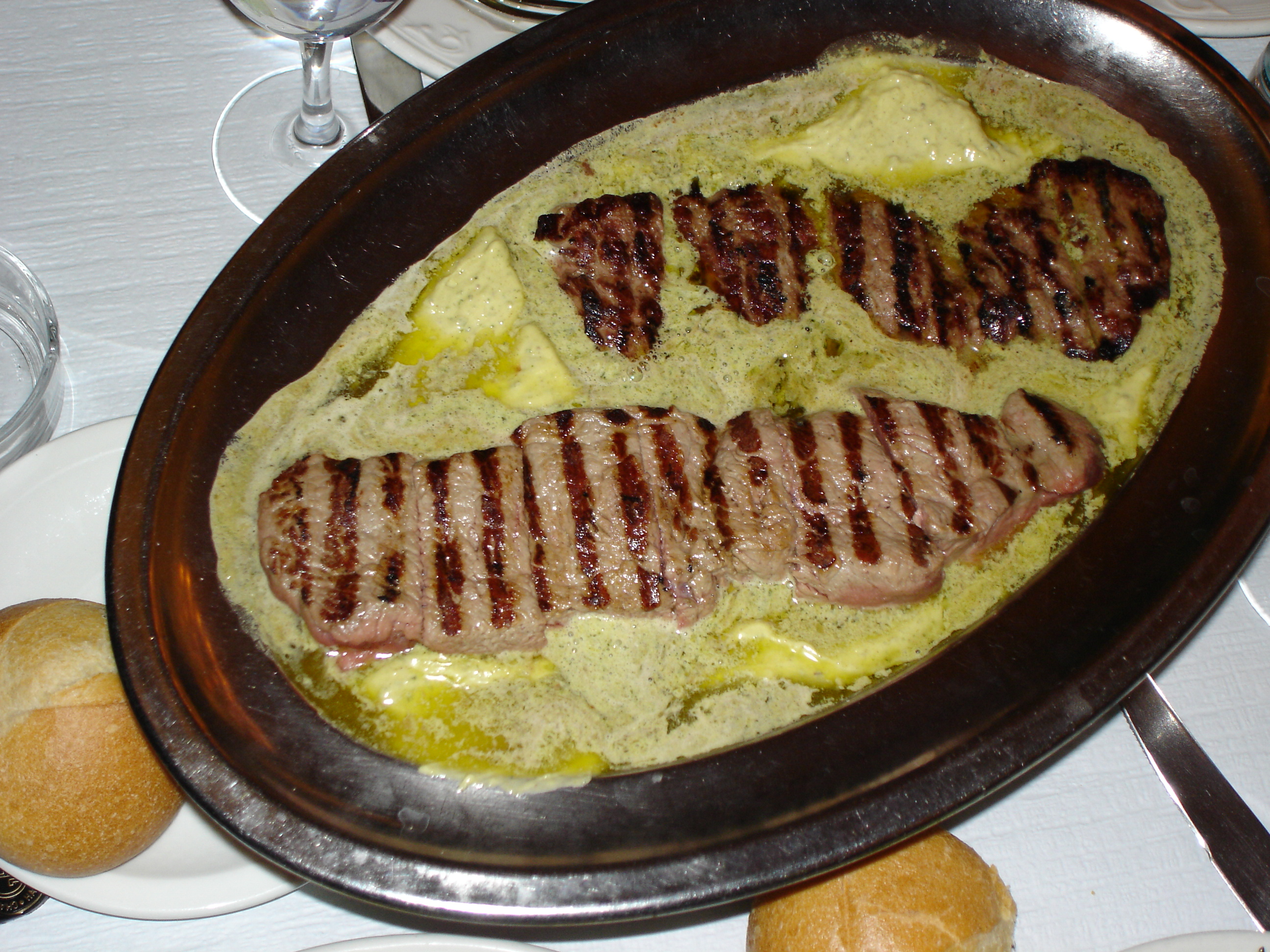
Entrecôte Café de Paris.

Café de Paris-sås är ett kryddsmör som vanligen används till entrecôte. 
Kryddsmöret skapades av en viss herr Boubier år 1930 och blev snabbt en succé. Hans svärson Arthur-François "Freddy" Dumont, ägare till restaurangen Café de Paris i Genève, fick överta receptet och fick idén att endast ha en rätt på menyn, entrecôte med det populära kryddsmöret. Receptet är hemligt och det finns många imitationer, varav många inte alls liknar originalet. Originalsmöret antas innehålla ett flertal örter, bland annat dragon, timjan och persilja, samt dijonsenap och vitlök.
Maträtten Entrecôte Café de Paris tillagas genom att smöret läggs på en skiva entrecôte, som därefter värms så att smöret smälter.